# Jelszó
A jelszó (angolul: password), vagy más néven kulcsszó, kódszó, kód, vagy jelmondat, egy jelből vagy jelsorból álló kifejezés, melyet azonosításhoz, illetve hitelesítéshez használunk. Célja, hogy egy egyedi azonosítóval felcserélhetetlenül megerősíthessük kilétünket. A hitelesség legfeljebb csak addig tartható fenn, amíg a jelszó titokban marad, azaz harmadik fél számára ismeretlen. A jelszóval létesített kapcsolat esetén a jelszót a felhasználónak és a jelszó előállítójának egyaránt ellenőriznie kell külön-külön. Ha a jelszót vagy PIN kódot nem a felhasználó, hanem a szolgáltatás üzemeltetője határozza meg, abban az esetben a kódot manipulációtól védett módon kell eljuttatni a felhasználóhoz, például egy új bankkártya elkészültekor a kártyához tartozó PIN kódot olyan borítékban kell postázni, melyben több különböző biztonsági funkció is található.

## Története
A jelszavak használata az ősi időkre nyúlik vissza. A kapuk és ajtók mellett álló őrök már régen is csak azokat az embereket engedték be, akik ismerték a jelszót. Manapság a felhasználóneveket és jelszavakat általában bejelentkezéshez használják operációs rendszereknél, mobiltelefonoknál, TV-dekódolóknál, pénzautomatáknál (ATM-eknél), stb. Jellemzően egy számítógép-felhasználó sok helyzetben használ jelszót: fiókba való bejelentkezéskor, e-mailek fogadásakor, védett alkalmazások, adatbázisok, hálózatok elérésekor, előfizetéses weboldalak olvasásakor.
A középkorban gyakran döntötték el elárult jelszavak egy-egy vár ostromának kimenetelét. Jelszavakat használunk a számítógépek megjelenésének kezdetétől. Az MIT CTSS, az egyik legelső megosztó rendszer 1961-ben lett bemutatva.  Az 1970-es években Robert Morris feltalálta a Crypt kódolási rendszert a Unix operációs rendszerekre. A Crypt a Hagelin M-209 kódtörő gépezeten alapult, és a 6. Edition Unixban jelent meg 1974-ben.
A legtöbb szolgáltató meghatározza az alkalmazható jelszavak irányelveit, azaz meghatározza a jelszavak minimális és maximális hosszúságát, egyéb kategóriákat (pl. kis- és nagybetűk, számok, speciális karakterek használata, ismétlődés), és a tiltott elemeket (pl. saját név, születési dátum, cím, telefonszám tiltása).
Történeti érdekességek
A számítógépes jelszavak története az 1960-as évek elejére vezethető vissza. Az első ismert rendszer, amely jelszavakat alkalmazott, a Massachusetts Institute of Technology (MIT) által fejlesztett Compatible Time-Sharing System (CTSS) volt. Ez a rendszer lehetővé tette, hogy több felhasználó osztozzon ugyanazon számítógépen, mindegyik saját, jelszóval védett fiókkal.
Az első dokumentált jelszólopás 1966-ban történt, szintén az MIT CTSS rendszerében. Allan Scherr, a rendszer egyik felhasználója, a napi gépidő-korlátozás megkerülése érdekében más felhasználók fiókjához próbált hozzáférni. Egy technikai hiba következtében a rendszer kinyomtatta a felhasználói jelszavakat tartalmazó fájlt, amelyet Scherr eltárolt és később felhasznált. Ez az eset a társadalmi manipuláció és a belső rendszerhibák kockázatára is felhívta a figyelmet.
Gyakori jelszavak és azok kockázatai
Több felmérés szerint a világ leggyakrabban használt jelszavai közé tartozik a „123456”, a „password”, valamint a billentyűzet sorrendjét követő „qwerty”. Ezek az egyszerű jelszavak rendkívül könnyen feltörhetők brute force vagy szótár alapú támadásokkal.
A jelszóerősség növelése érdekében sok szolgáltatás minimumkövetelményeket állít fel, például kis- és nagybetűk, számjegyek és speciális karakterek használatát. Egyes szakértők hosszabb, értelmes szavakból álló, könnyen megjegyezhető mondatokat (passphrase) javasolnak, például: „KutyaFutAHoldFényben2025”.
Kétes rekordok és extrém példák
Tesztelési céllal létrehozták a világ egyik leghosszabb jelszavát, amely több mint 1,7 millió karakterből állt. Ez a példa nem gyakorlati használatra készült, hanem informatikai rendszerek jelszókezelő kapacitásának vizsgálatára szolgált.

## Jelszavak és jelmondatok
Egy jelszó (password) általában egy szóból és néhány egyéb karakterből (számból és különleges karakterből) áll, ennek erőssége vitatott, hiszen az adott szó könnyen kikövetkeztethető, a hozzá kapcsolódó karakterek sem nehezítenek sokat a jelszó feltörésén. Jelszavaknak hívjuk azokat a karakterláncokat, amelyek véletlenszerűen következő kis- és nagybetűkből, számokból valamint speciális karakterekből állnak. Ezek a jelszavak általában nehezebben feltörhetők, hiszen véletlenszerűségükből adódóan nem kikövetkeztethetőek, azonban a felhasználó számára nehezen megjegyezhetőek.
Azokat a jelszavakat, melyeket több szóból alkotnak, jelmondatoknak (passphrase) hívják. Ezeknek az erőssége a hosszukban rejlik, így nyers erejű támadással nem feltörhetőek. Mivel a jelmondat értelmes szavakat tartalmaz, érdemes olyan szavakat vagy mondatot választanunk, melyek nem köthetőek semmilyen módon hozzánk, így megnehezítve a támadók találgatásait. Nem ajánlott tehát a Szeretlek Zsuzsi! jelmondatot használnunk, ha a párunkat Zsuzsinak hívják, viszont jó jelmondat lehet a Magyarország születésnapját augusztus 20-án ünnepeljük. A jelmondatok készítésének másik módja, hogy egymással nem összefüggő szavakat használunk. Ezeknek a feltöréséhez gyakran szótárakat alkalmaznak, így érdemes lehet a szavakat ragozott alakjukban írni, vagy szándékosan hibásan írni. Jó példa lehet a kémény szekrényajtó gyógyszertrá istálló. 
A számítógépek hardveres tudása a kor előrehaladtával folyamatosan gyarapodik, így a jelenlegi műszaki színvonalon egy jelszó ajánlott hosszúsága legalább 12 karakter. Ennek feltöréséhez több évtized szükséges, tehát az ilyen jelszó gyakorlatilag feltörhetetlen. 
Sok jelszó megjegyzése helyett célszerű jelszókezelő vagy más néven jelszómenedzser programot alkalmazni, amihez egyetlen mesterjelszó szükséges, és a jelszómenedzser tárolja (titkosított módon) az összes többi jelszót a felhasználó számára; a böngészőbe telepített bővítményekkel pedig beírja azokat az egyes oldalak felhasználónév és jelszó mezőibe.

## Módszer
A legegyszerűbb módszer az, hogy egy világosan meghatározott csoport közös, a csoport minden tagja által ismert jelszót használ. Az IT technológia terminológiája szerint ez egy úgynevezett "megosztott titok". A lényege ennek a módszernek az, hogy mindkét kommunikációs oldal ugyanazt a "helyes" jelszót ismeri. A hátránya ennek a módszernek, hogy a jelszóval elárulásakor minden fél egyformán gyanúsítva van. A nagyobb biztonsági szint elérése érdekében az IT-technológia egy kriptográfiai hashfüggvényt képez, és csak ezt tárolja az oldalon. A szöveges jelszó ideális esetben egy személy fejében vagy egy jelszókezelőben tárolódik.

## Jelszavak feltörése
A jelszavak kiberbűnözők népszerű célpontjaivá váltak az utóbbi években. A bűnöző nem ül ott a gépe előtt, és kezdi próbálgatni a lehetséges jelszavakat, hanem erre programot ír, ami elvégzi helyette ezt a munkát. Tehát több tízezer próbálkozás is könnyűvé válik, mivel a program automatikusan fut és a feltörés csak másodpercekig vagy percekig tart.
Alább látható néhány módszer, melyekkel a támadók megszerezhetnek egy jelszót.

### A „nyers erejű” támadás(bruteforce attack)
A „nyers erő” módszer egyszerű kódfeltörő módszer. A feltörőprogram kipróbálja az adott elektronikus szótárban lévő összes szót. Ha a támadó elektronikus szótárában nincs benne a jelszó, amit fel akar törni, akkor a program kipróbálja az összes lehetséges kombinációt. Egy ilyen támadáshoz fejlett és erős hardverrel rendelkező számítógépre van szükség. Egy ilyen gép egy 8 karakter hosszúságú jelszót akár négy óra alatt fel tud törni.
Társadalmi manipulációval történő jelszólopás
A jelszavak megszerzésének egyik gyakori módszere az úgynevezett social engineering, vagyis társadalmi manipuláció. Ennek során a támadó nem technikai eszközökkel próbál hozzáférni a felhasználó adataihoz, hanem pszichológiai trükkökkel veszi rá az áldozatot, hogy önként adja meg jelszavát vagy más érzékeny adatát.
A leggyakoribb technikák a következők:
•	Hamis nyereményjátékok és promóciók: A támadók hamis weboldalakat vagy reklámokat hoznak létre, amelyek azt állítják, hogy a felhasználó értékes tárgynyereményt (pl. okostelefont, hajszárítót, vásárlási utalványt) nyert. A „nyeremény” átvételéhez gyakran személyes adatok, telefonszám vagy jelszó megadása szükséges. Az ilyen adathalász oldalak célja az adatok összegyűjtése és azokkal való visszaélés.
•	Sürgető vagy érzelmi üzenetek: A támadó egy ismerős nevében ír üzenetet (például feltört közösségi fiókon keresztül), és segítséget kér: például SMS-ben érkező kód továbbítását, telefonszám megadását, vagy egy linkre való kattintást. Mivel az üzenet bizalmi kapcsolatból érkezik, az áldozat hajlamos teljesíteni a kérést.

### A jelszólisták
A jelszavakat kezelő adatbázisok sok esetben könnyen feltörhetőek. A feltörés során kiszivárgott jelszavakat úgynevezett jelszólistákba gyűjtik, melyeket szövegtároló oldalakon, mint például a Pastebinen teszik közzé. Ezeken a listákon rengeteg gyakori jelszó található, melyekről több sajtóorgánum listát készített. A Forbes 2019. decemberi cikkében rangsorolta a „világ legrosszabb jelszavait”, mely listán első helyezést ért el az 12345, továbbá kiemelkedő helyet szereztek a test1, a password és a billentyűk sorozatos lenyomásával létrehozott qwerty jelszavak is.
Több jelszómenedzser alkalmazásnak létezik listakereső szolgáltatása, ami a jelszavainkat kikeresi ezeken a listákon, találat esetén pedig figyelmeztet minket a jelszó megváltoztatására.

### „Ismeretség”
Ebben a módszerben a támadó valamely szolgáltató képviselőjének, vagy hivatal ügyintézőjének adja ki magát és úgy szerzi meg a kívánt jelszót, hogy például megkéri a felhasználót, hogy az emailben kapott hamis linkkel jelentkezzen be a szolgáltatás webhelyére, ezáltal megszerezve a jelszavát. Esetenként az emailek rosszindulatú fájlokat tartalmazhatnak, melyeket letöltve kártevőkkel fertőzhetik meg a felhasználó gépét.

### Billentyűnaplózás
Ebben a módszerben az áldozat készülékére rákerül egy kártékony szoftver, ami a billentyűzetleütéseket naplózza. Ezt az információt elküldi a támadónak, aki ezáltal könnyedén megszerezheti az áldozat bejelentkezési adatait.

### „Szociális kiismerés”
A szociális kiismerés (social engineering) folyamán a támadó a felhasználó közösségi média profilja használatával kiismeri az áldozatát, így a megfelelő kulcsszavakat (születési adatok, nevek, hobbik, kedvenc zenekar, stb.) alapján listát készíthet, melyet felhasználhat a nyers erejű támadásához. Például egy Kaposváron élő embernek van esély arra, hogy a jelszava tartalmazni fogja Kaposvár irányítószámát.

## Biztonságos jelszavak
A jelszavakra úgy kell nézni, mint féltve őrzött kincsekre, mivel rengeteg fontos információhoz adnak kulcsot.
- a jelszó minimum 12 karakter hosszú legyen
- jelszavainkban számok, betűk és speciális karakterek is legyenek szétszórva
- ha nem szeretnénk véletlenszerű számsorokat megjegyezni, használjunk jelszókezelő programot, vagy írjunk egybe 4-5 szót
- a jelszó ne álljon egymás után következő karakterekből a billentyűzeten, pl.: qwertz, 123456.
- ne mondjuk el senkinek a jelszavunkat
- minden szolgáltatáshoz, weboldalhoz különböző jelszót használjunk, ezzel elkerülve azt, hogy a jelszavunk kiszivárgásával minden profilunk feltörhető legyen

## Fordítás
Ez a szócikk részben vagy egészben a Passwort című német Wikipédia-szócikk fordításán alapul.  Az eredeti cikk szerkesztőit annak laptörténete sorolja fel. Ez a jelzés csupán a megfogalmazás eredetét és a szerzői jogokat jelzi, nem szolgál a cikkben szereplő információk forrásmegjelöléseként.